# Funny Girl (chanson)
Pour les articles homonymes, voir Funny Girl (homonymie).
Singles de Laura Rizzotto
Red Flags
(2017)
Chansons représentant la Lettonie au Concours Eurovision de la chanson
Line
(2017) That Night
(2019)
Funny Girl est une chanson écrite, composée et interprétée par la chanteuse lettone et brésilienne Laura Rizzotto. Celle-ci sort le 6 décembre 2017. 
Elle représente la Lettonie au Concours Eurovision de la chanson 2018.

## Eurovision 2018
En décembre 2017, Laura Rizzotto est annoncée comme faisant partie des concurrents à Supernova 2018, la sélection nationale lettone pour l'Eurovision 2018, avec la chanson Funny Girl. Elle s'est qualifiée pour les demi-finales de l'émission après avoir passé une audition en ligne, puis une audition face à un jury. 
Elle a participé à la troisième demi-finale le 17 février 2018 et elle se qualifie pour la finale du 24 février,. Le 24 février, elle remporte la compétition.
Elle participe à la seconde demi-finale de l'Eurovision 2018, à Lisbonne au Portugal et termine à la douzième place avec 106 points, un total insuffisant pour se qualifier.